# Kukiz i Piersi
Kukiz i Piersi – inkarnacja zespołu Piersi powołana przez Pawła Kukiza na tle konfliktu z zespołem. Formacja w trakcie koncertów gra utwory zespołu Piersi oraz utwory dorobku Pawła Kukiza z takimi zespołami jak Aya RL, Emigranci czy Yugopolis.

## Historia
W 2013 roku wokalista zespołu Piersi, Paweł Kukiz, opuścił zespół. Od tego momentu zaczął koncertować z zespołem o nazwie Kukiz. 4 listopada 2014 roku ukazała się płyta zespołu Zakazane piosenki, wydana przez Sony Music Entertainment Poland, która była utrzymywana w klimacie komentarza rzeczywistości współczesnej Polski postrzeganej subiektywnie przez Pawła Kukiza. 10 czerwca 2015 na kanale YouTube Juicy Music zespół opublikował singel „Wakacyjna miłość” pod sztandarem Kukiz i Piersi. Singel był zapowiedzią płyty Słońce Peru. Ostatecznie nowa płyta Kukiza Wyspa zielona ukazała się dopiero w 2018 roku, z grupą Perverados (pod szyldem Kukiz i Perverados).